# Estaca de Bares
Estaca de Bares é uma área protegida catalogada como sítio natural de interesse nacional na Espanha, e localizado na paróquia de Bares, no concelho de Mañón, na Galiza. Constitui o ponto mais setentrional da Espanha e da Península Ibérica. Com 2 500 mm por ano de chuva, é um dos lugares mais chuvosos da Europa, o que criou um ecossistema único.
O cabo de Estaca de Bares é um enclave de enorme valor ornitológico e uma atalaia privilegiada para observar as migrações de aves marinhas, as quais, entre os meses de agosto e novembro, chegam a contar mais de 100 000 exemplares. Marca o limite ocidental do Mar Cantábrico. Entre a região da Estaca de Bares e do vizinho cabo Ortegal até à fronteira com Portugal, estende-se a costa mais recordada do litoral espanhol, caso comparável na Europa apenas com as costas bretãs.
Está declarado como Lugar de Importância Comunitária, destacando-se o farol construído em 1850 e duas bases militares abandonadas, uma delas usada por tropas norte-americanas.
Constitui um excelente observatório ornitológico onde passam anualmente mais de 280 milhares de aves migratórias, entre as quais o ganso-patola (Morus bassanus) e diversas espécies de procellariiformes como a pardela-sombria (Puffinus puffinus) e a cagarra-do-atântico (Calonectris diomedea).
Os arredores são dignos de menção: a ria e a vila de O Barqueiro formam uma paisagem de grande beleza. Esta última, apinhada numa encosta que se orienta a nordeste, é formada por um conjunto de casas branqueadas que ascendem pela ladeira que bordeja o mar, fundindo-se as suas águas com o rio Sor. A acção conjunta propiciou o arrastamento das zonas que se foram depositando chegando a formar a praia da Arealonga.